# Columbus Circle
Columbus Circle è una piazza circolare di New York, del distretto di Manhattan, celebre per ospitare al proprio centro il monumento a Cristoforo Colombo. Sorge all'estremità sud-occidentale di Central Park, all'incrocio fra Broadway, Central Park West, Central Park South (West 59th Street) e Eighth Avenue. Il nome è comunemente utilizzato anche per indicare il quartiere costituito dagli isolati immediatamente adiacenti alla piazza.
La piazza riveste una particolare importanza all'interno della città di New York, essendo fra l'altro una sorta di miliario aureo a partire dal quale vengono misurate tutte le distanze ufficiali da New York. Venne progettata nel 1905 da William Phelps Eno come parte del progetto originale di Frederick Law Olmsted per Central Park, che prevedeva un Grand Circle nei pressi del Merchants' Gate. 
La piazza si sviluppa attorno al monumento a Cristoforo Colombo, posto nel 1892 a commemorazione del quattrocentesimo anniversario dalla scoperta dell'America e finanziato dalla raccolta fondi promossa dal giornale Il Progresso. La statua in marmo - opera dello scultore Gaetano Russo - si erge su un piedistallo in granito alto 70 piedi (21 metri circa), decorato con rilievi in bronzo raffiguranti la Niña, la Pinta e la Santa Maria, le tre caravelle di Colombo. Ai piedi della colonna vi è un angelo che sorregge il globo. La piazza è stata recentemente rifatta in occasione del proprio centenario nel corso del 2005; questo intervento ha visto l'aggiunta delle fontane a corona attorno al monumento e la risistemazione degli spazi dell'isola centrale, sistemati con verde e panchine. Ad oggi l'isola centrale misura 3.300 metri quadrati, a fronte di una superficie totale della piazza di 13.700.
Da sempre un importante snodo di traffico di New York, è oggi servito dalle linee autobus M5, M7, M10, M20, M104 e dalla stazione 59th Street-Columbus Circle della metropolitana di New York (linee IRT Broadway-Seventh Avenue e IND Eighth Avenue, treni delle linee 1, 2, A, B, C e D).

## Galleria d'immagini

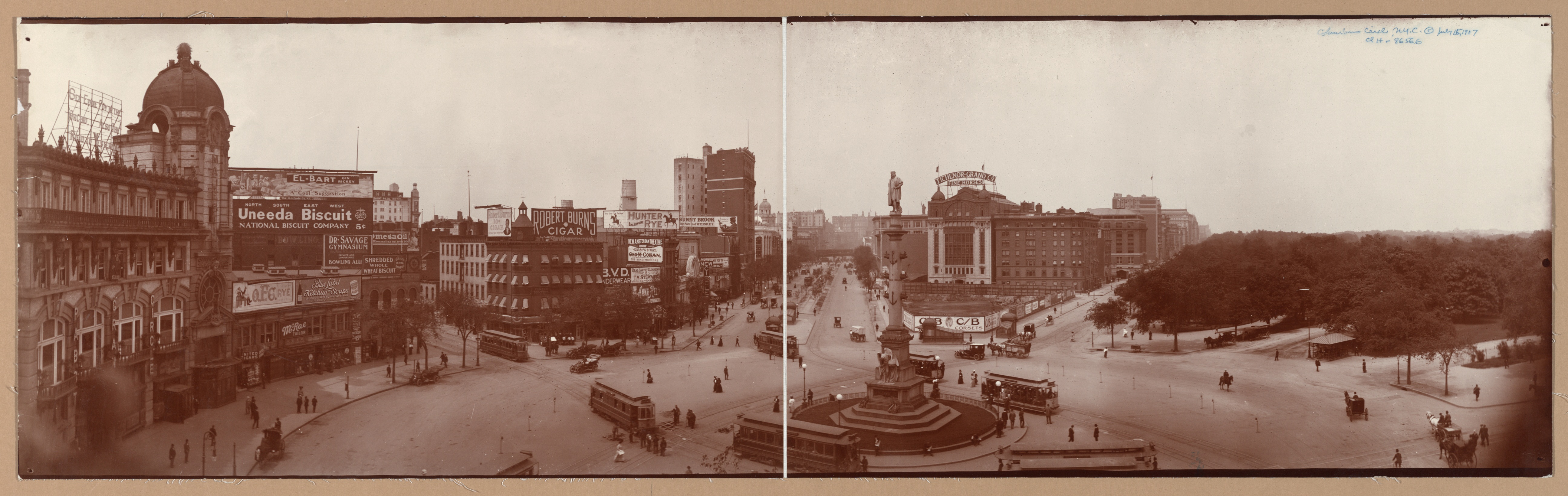
Columbus Circle nel 1907 circa.

Columbus Circle oggi
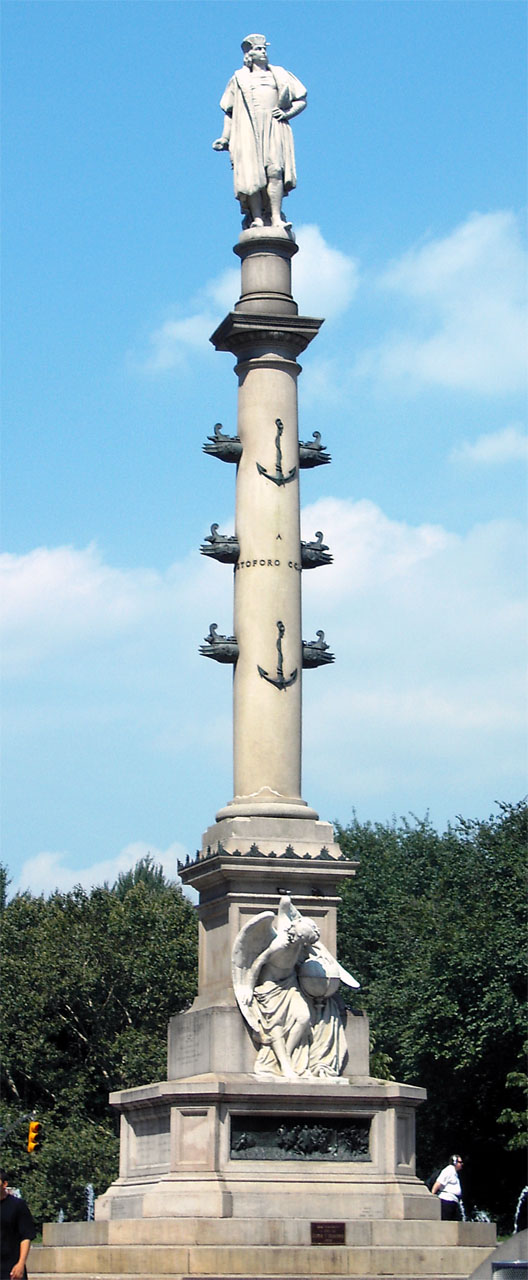
Il Monumento a Cristoforo Colombo
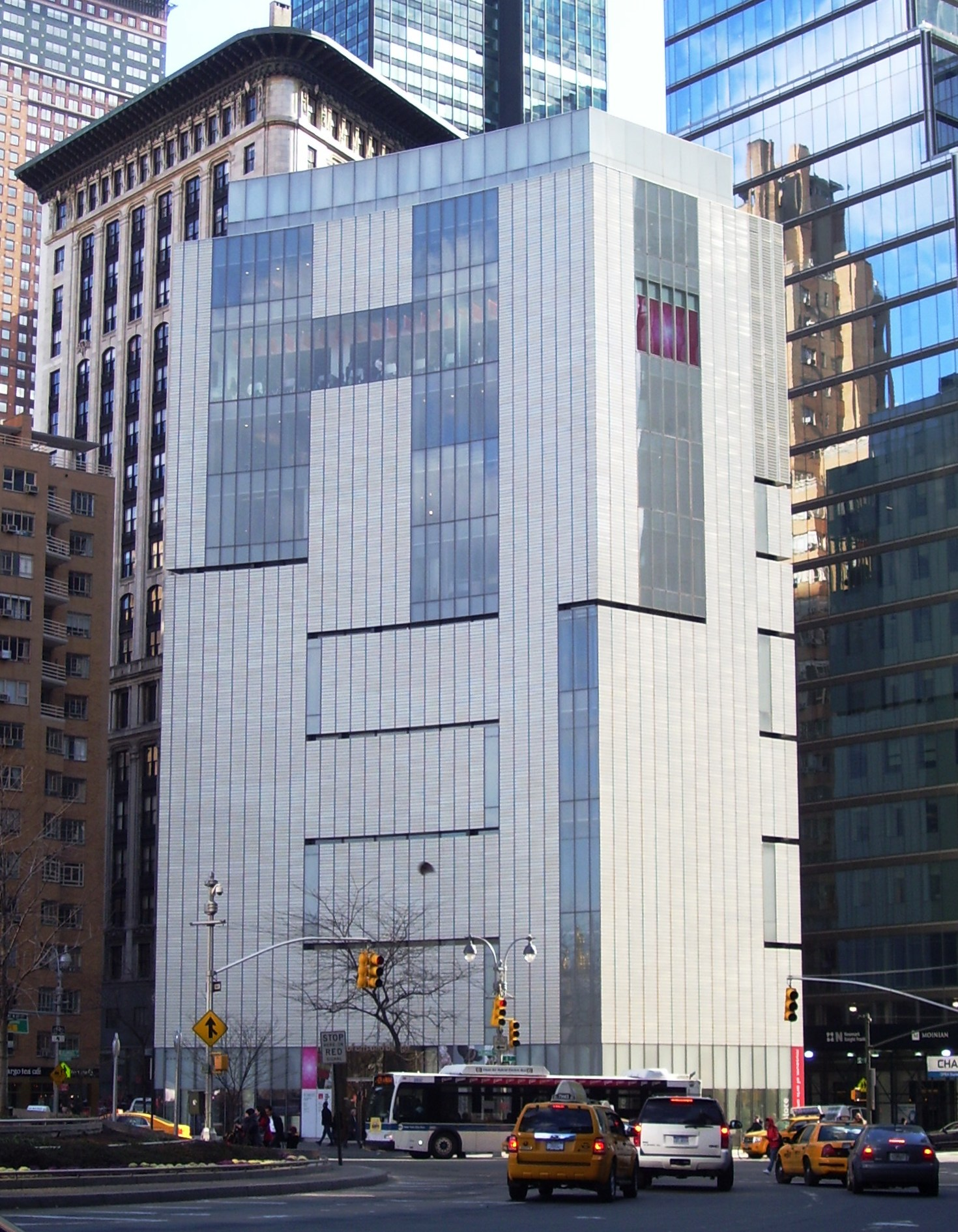
Il Museo di Arte e Design al 2 Columbus Circle
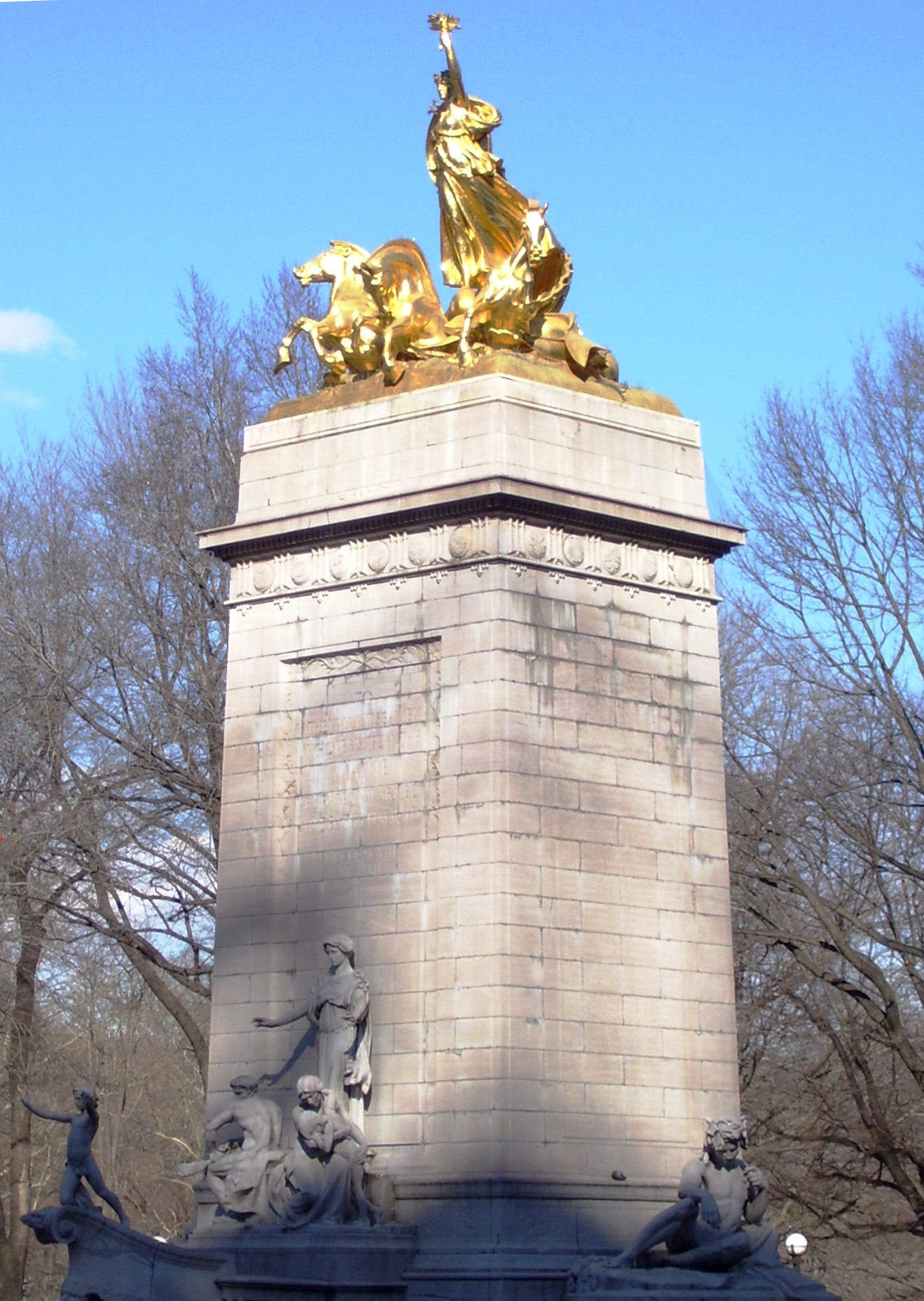
Lo USS Maine National Monument al Merchant's Gate, Central Park
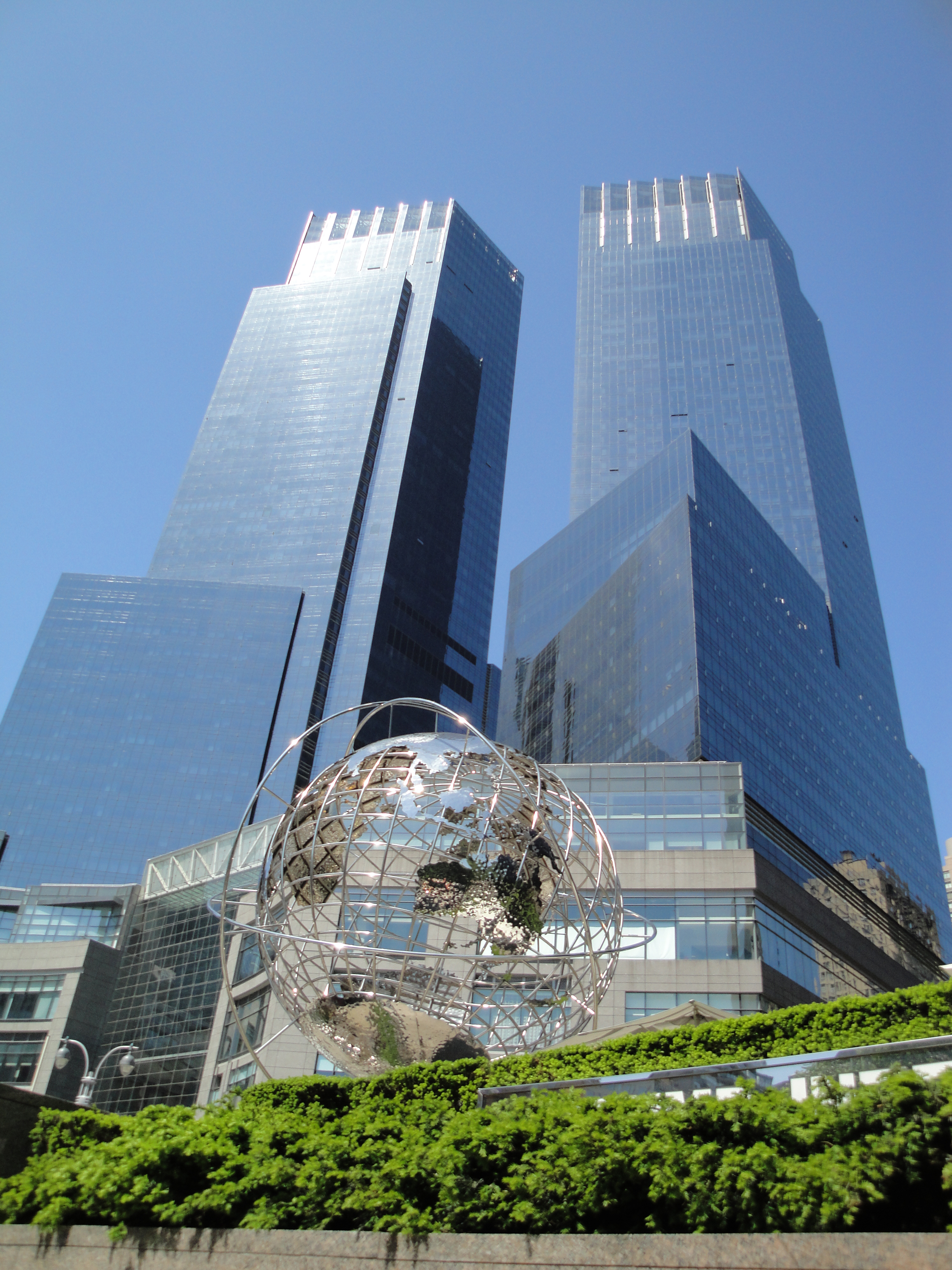
Il Time Warner Center